# Listă de festivaluri din România
Aceasta este o listă de festivaluri din România.

## Muzică

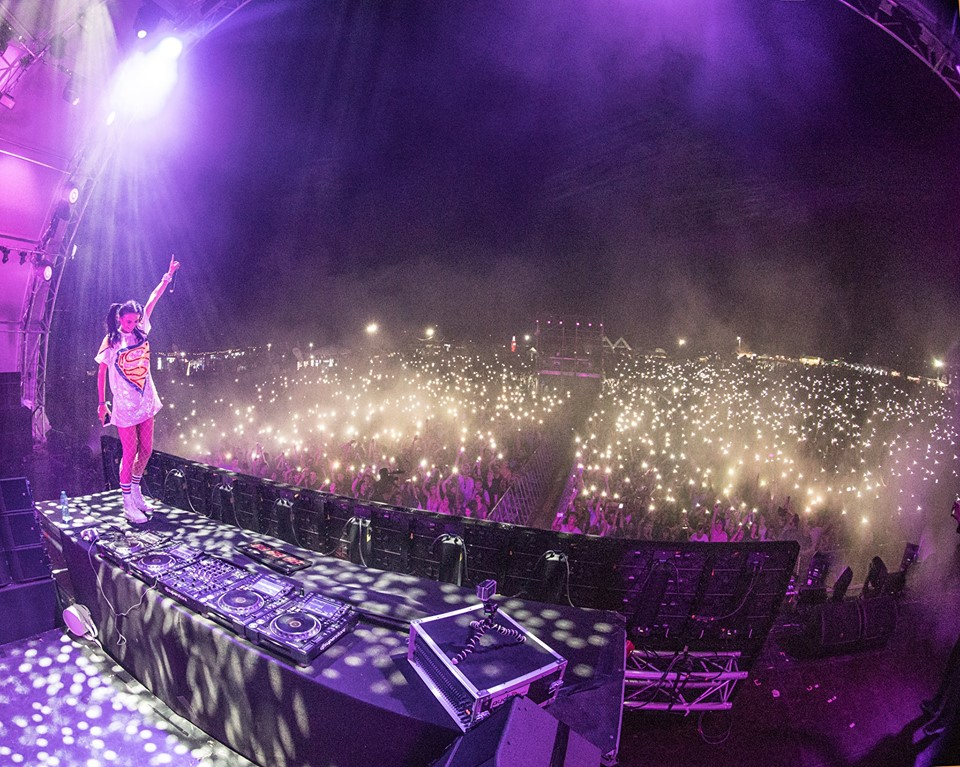
Afterhills Music & Arts Festival

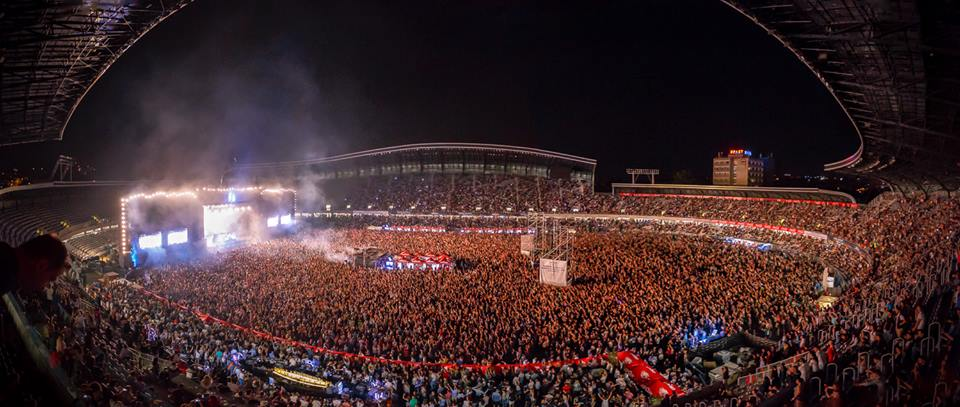
Untold Festival

- CODRU Festival (2019, Timișoara)
- Festivalul Berii Arad (Arad, 1999)
- Young Island Festival (Bacău, 2021)
- Hangariada, Festival de Artă și Zbor (Iași)

- Afterhills Music & Arts Festival (2017, Iași)
- Amestec (2021, Deluț)
- KULT Fest (2017, Roman)
- Beach Please! (2022, Costinești)
- B'Estfest (2007, București)
- Blues ConFusion Festival (2010, Suceava)
- Bucharest Early Music Festival (2006, București)
- Electric Castle (2013, Bonțida)
- Elementum festival (2019, Luncani, Cluj)
- EUROPAfest (1993, București)
- FânFest (2004, Roșia Montană)
- Cerbul de Aur (1968, Brașov)

- Festivalul Callatis (1997, Mangalia)
- Festivalul de Artă Contemporană Metropolis (București)
- Festivalul de Muzică Sebiș (1999, Sebiș)
- Festivalul de Muzică Lăutărească Veche „Zavaidoc” (2006, Pitești)
- Festivalul Internațional al Muzicii Mecanice (2007, Iași)
- Festivalul Internațional de Muzică Ușoară „Dan Spătaru” (2006, Medgidia)
- Festivalul Internațional de Muzică Ușoară „George Grigoriu” (2005, Brăila)
- Festivalul Internațional „Nopți albe de acordeon” (2007, București)
- Festivalul Național de Muzică Ușoară Mamaia (1963, Mamaia)
- Festivalul Național Studențesc de Muzică pentru Tineri „Gaudeamus Awards” (1992, Brașov)
- Fusion Festival (2010, Gura Râului)
- International Romani Art Festival (2007, București)
- Murmur Festival (2017, Făgăraș)
- Neversea (2017, Constanța)
- Open Camp Vaslui (2010, Vaslui)
- Padina Fest (2011, Parcul Natural Bucegi)
- Peninsula/Félsziget (2003, Târgu Mureș)
- Plai Festival (2006, Timișoara)
- Route68 Summerfest (2011, Gurasada)
- Saga Festival (2021, Bucuresti)
- Szabadság feszt Arhivat în 11 august 2019, la Wayback Machine. (2017, Marghita)
- Sibiu World Music Festival (2007, Sibiu)
- Sunwaves Festival (2007, Mamaia)
- Summer Well (2011, Buftea)
- TimeShift (2017, București)
- Untold Festival (2015, Cluj-Napoca)
- Vibe Festival (2017, Târgu Mureș)
- Awake (2017, Gornesti)
- Focus Festival (2016, Sibiu)
- Airfield Festival (2014, Sibiu)
- Festivalul TurkArt (2019, Constanța)

### World music
- Mera World Music Festival  (2016, Mera, jud. Cluj)

### Muzică pentru copii
- Bran Winter Fest (2014, Bran)
- Delfinul de Aur (2003, Năvodari)
- Elementum festival (2019, Luncani, Cluj)
- Festivalul de Muzică Ușoară „Mihaela Runceanu” (2012, Buzău)
- Glasul Speranțelor (2002, Techirghiol)
- Global Master Fest (2015, București)
- Kronstadt Master Fest (2015, Brașov)
- Mamaia Copiilor (2001, Mamaia)
- Trofeul Tinereții (1968, Amara)
- Ursulețul de Aur (1984, Baia Mare)

### Muzică clasică
- ARTmania Festival (2006, Sibiu)
- Festivalul de Muzică Veche București (2006 - 2021, București)
- Crizantema de Aur (1968, Târgoviște)
- Festivalul Fanfarelor (1983, Vaslui)
- Festivalul „George Enescu” (1958, București)
- Festivalul Mozart (1991, Cluj-Napoca)
- Festivalul Internațional de Muzică Veche (1980, Miercurea Ciuc)
- Festivalul de Muzică Veche București
- Festivalul de Muzică Barocă Timișoara
- Festivalul Internațional Vară Magică (2012, București)
- Festivalul Internațional „Leonard” (2006, Galați)
- Festivalul Internațional de Chitară Clasică „Harmonia Cordis” (2007, Târgu Mureș)
- Festivalul și Concursul Internațional de Canto „Hariclea Darclée” (1995, Brăila)
- Toamna Muzicală Clujeană (1965, Cluj-Napoca)
- Vacanțe Muzicale (1972, Piatra Neamț)
- Zilele Muzicii la Oravița (2008, Oravița)
- European Music Open (2016, Oradea)
- Vibrate Festival (2015, Brașov)
- Festivalul Muzicii Românești (serie nouă din 2007, Iași)
- Festivalul Internațional de Muzică Contemporană Cluj Modern
- SymphOpera Fest (2024, Suceava)
- Festivalul Internațional A Tribute to György Ligeti in his Native Transylvania (2016, Cluj-Napoca)

### Muzică corală
- Festivalul Coral Internațional „Ion Vidu” (1995, Lugoj)
- Festivalul Coral Internațional „Liviu Borlan” (2011, Baia Mare)
- Festivalul Coral „Timotei Popovici” (1982, Marga)
- Festivalul Internațional de Muzică Corală „D. G. Kiriac” (1992, Pitești)

### Muzică jazz
- Brașov Jazz & Blues Festival
- Jazz City Arhivat în 24 noiembrie 2021, la Wayback Machine. (2021, Iasi)
- Bucharest Jazz Festival (2012, București)
- DobroJazz (2014 - 2019, Tulcea)
- Festivalul Internațional de Jazz „Johnny Răducanu” (2013, Brăila)
- Festivalul SoNoRo (2010, Cluj-Napoca)
- Gărâna Jazz Festival (1997, Gărâna)
- Green Hours Jazz Fest (2009, București)
- Jazz in the Park (2013, Cluj-Napoca)
- JazzTM (2013, Timișoara)
- Roland Jazz Festival (2012, Sângeorz-Băi)
- Sibiu Jazz Festival (1974, Sibiu)
- Suceava Jazz Fest
- Transilvania Jazz Festival (2007, Cluj-Napoca)

### Muzică folk
- Festivalul Național de Folk „Om bun” (1991, București)
- Folk You (2008, Vama Veche)
- Transilvania International Guitar Festival (2003, Cluj-Napoca)

### Muzică rock
- Dark Bombastic Evening (2009, București, Alba Iulia)
- Bucovina Motorfest (Suceava)
- Bucovina Rock Castle (2011, Suceava)
- Danube Rock Festival (2014, Galați)
- Metalhead Meeting (2013, București)
- Rockstadt Extreme Fest (2013, Râșnov)
- Rock'N'Iași (2007, Iași)
- Rock pe 2 Roți (2012, Lugoj)
- ARTmania Festival (2006, Sibiu)
- Stufstock (2003, Vama Veche)
- Top T (1989, Buzău)
- Old Blacks - Rock & more, București
- Întorsura Fest, Întorsura Buzăului

### Muzică pop
- „Cerbul de Aur” Brașov

## Teatru

### Teatru profesionist
- Festivalul Internațional de Teatru ”ATELIER” (1992, Baia Mare)
- Festivalul International de Teatru "Miturile Cetății" (2016, Constanța)
- Festivalul Comediei Românești (2003, București)
- Festivalul de Artă Contemporană Metropolis (București)
- Festivalul de Comedie EuroArt (2007, Iași)
- Festivalul de Teatru Piatra Neamț (1989, Piatra Neamț)
- Festivalul European al Spectacolului (1996, Timișoara)
- Festivalul Internațional al Teatrului Contemporan de Animație ImPuls (2005, București)
- Festivalul Internațional de Teatru „Avram Goldfaden” (2002, Iași)
- Festivalul Internațional de Teatru de la Sibiu (1994, Sibiu)
- Festivalul Internațional de Teatru Independent (2016, Constanța)
- Festivalul Internațional de Teatru Nou (2013, Arad)
- Festivalul Internațional de Teatru „Povești” (2006, Alba Iulia)
- Festivalul Internațional Shakespeare (1994, Craiova)
- Festivalul Național de Comedie (1976, Galați)
- Festivalul Național de Teatru (1991, București)
- Festivalul Național de Teatru Independent (2013, București)
- Festivalul Teatrelor de Păpuși și Marionete „Puck” (2002, Cluj-Napoca)
- Festivalul Umorului „Constantin Tănase” (1970, Vaslui)
- Houdini Magic Festival (2010, București)
- Săptămâna Comediei (2013, Brașov)
- Sinaia Forever (1994, Sinaia)
- VedeTeatru (2004, Buzău)
- Festivalul de Teatru Scurt (1976, Oradea)
- Festivalul Seri de teatru și muzică la Pontul Euxin (2019, 2020, 2021,2022,2023, Constanța)
- BABEL F.A.S.T.- Festivalul Artelor Spectacolului Târgoviște (2007 - Târgoviște) 0245.210.046

### Teatru studențesc
- Festivalul Național de Teatru Studențesc ”Zilele Imago” (2014, Cluj-Napoca)
- Festivalul Național Studențesc de Teatru al Absurdului “Eugène Ionesco” (1994, București)
- Festivalului Internațional de Teatru “Aurel Luca” (2006, Iași)
- Apollo - International Youth Theatre Festival, Alba Iulia (2013, Alba Iulia)
- Serile Teatrului Studențesc (1997, București)
- Festivalul Seri de teatru și muzică la Pontul Euxin - secțiunea teatru studențesc la Pontul Euxin (2021, Constanța)

## Dans
- Dance Roads (2016, București)
- Festivalul Inimilor (1990, Timișoara)
- Festivalul LIKE CNDB (2014, București)
- Steps Dance Festival (2014, Cluj-Napoca)
- Festivalul Internațional al Dansului și Artei Coregrafice ARLECHIN (Botoșani, 1993-2021)

## Cinema
- Anim'est (2006, București)
- Arkadia Shortfest (2014, Băicoi)
- Astra Film Festival (1993, Sibiu)
- Audience Award Film Festival (2016, București)
- Bucharest International Dance Film Festival (2015, București)
- Bucharest International Experimental Film Festival (2010, București)
- Bucharest International Film Festival (2005, București)
- Bucharest Jewish Film Festival (2011, București)
- București Docuart Fest (2012, București)
- Buzău International Film Festival (2016, Buzău)
- Câmpulung Film Fest (2016, Câmpulung Moldovenesc)
- Ceau, Cinema! (2014, Timișoara)
- Cluj Docuart Fest (2015, Cluj-Napoca)
- Comedy Cluj (2009, Cluj-Napoca)
- Divan Film Festival (2010, Craiova)
- Dracula Film Festival (2013, Brașov)
- Este Film Festival (2016, Sibiu)
- Festivalul de Artă Contemporană Metropolis (București)
- FARAD (2014, Arad)
- Feminist and Queer International Film Festival (2015, București)
- Festivalul de Film Istoric Râșnov (2009, Râșnov)
- Festivalul Filmului European (1996, București)
- Festivalul Internațional de Film Cinepolitica (2012, București)
- Festivalul Internațional de Film DaKINO (1992, București)
- Festivalul Internațional de Film Independent Anonimul (2004, Sfântu Gheorghe)
- Festivalul Internațional de Film NexT (2007, București)
- Festivalul Internațional de Film Transilvania (2002, Cluj-Napoca)
- Festivalul Internațional de Psihanaliză și Film (2012, București)
- Festivalul Super (2013, București)
- Filmstud (2008, Iași)
- Filmul de Piatră (2008, Piatra Neamț)
- KINOdiseea (2009, București)
- Kinofest (2007, București)
- Les Films de Cannes à Bucarest (2010, București)
- One World Romania (2008, București)
- Pelicam (2012, Tulcea)
- Ploiești International Film Festival (2012, Ploiești)
- Romanian Mental Health Film Festival (2022, Iași)
- Serile Filmului Gay (2004, Cluj-Napoca)
- Serile Filmului Românesc (2010, Iași)
- Timishort (2009, Timișoara)
- Très Court International Film Festival (1999, București)
- UrbanEye (2014, București)
- The Galactic Imaginarium Film Festival - Science Fiction and Fantasy (2020, Dumbrăvița, Timiș)

## Arte vizuale
- Festivalul de Artă Contemporană Metropolis (București)
- Festivalul Internațional de Caricatură (2006, Urziceni)
- Media Art Festival (2014, Arad)
- Vama sub Lumini de Oscar (2010, Vama Veche)
- Photo Romania Festival (2015, Cluj-Napoca)
- Amural (2015, Brașov)

## Literatură
- FILB–Festivalul Internațional de Literatură de la București (din 2008, București)
- Festivalul Internațional de Literatură LitVest (2012, Timișoara)
- FILIT–Festivalul Internațional de Literatură și Traducere din Iași (din 2013, Iași)
- Festivalul Internațional de Poezie și Muzică de Cameră „Poezia e la Bistrița” (2009, Bistrița)
- Festivalul Internațional „Lucian Blaga” (1990, Cluj-Napoca)
- Festivalul Internațional „Zile și Nopți de Literatură” (2002, Mangalia, Neptun și Constanța)
- Festivalul Internațional de Poezie și Epigramă „Romeo și Julieta la Mizil”  (2007, Mizil)

## Gastronomie
- Divan Film Festival (2010, Craiova)
- Festivalul Brânzei și Pastramei (2005, Bran)
- Festivalul Cașcavalului de Brăduleț (2008, Galeșu)
- Festivalul Cepei (2008, Pericei)
- Festivalul Național al Ouălor Încondeiate (2004, Ciocănești)
- Festivalul Sarmalelor (1996, Praid)
- Festivalul Scoicilor (2016, Constanța)
- Festivalul Virșlilor (2013, Hunedoara)
- Festivalul Zaibărului și Prazului (1996, Băilești)
- RO-Wine (2016, București)
- Street Food Festival (2016, Cluj-Napoca)
- Thai Festival (București)
- Transilvania Gastronomică (2008, Sibiu)
- TurkFest (2012, București)

- Festivalul  Castanelor Baia Mare

## Altele
- Festivalul Iernii (2016, Constanța)

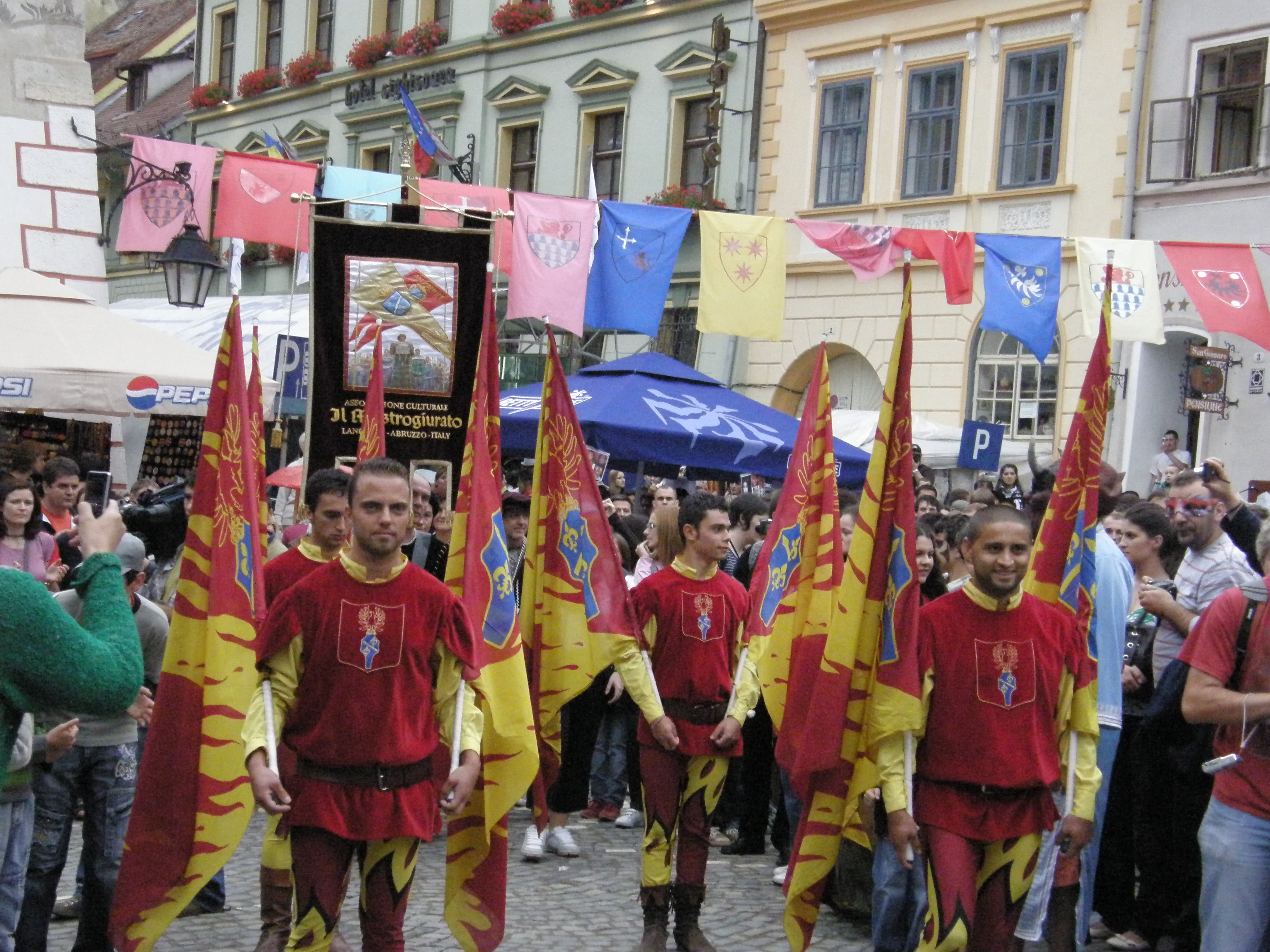
Festivalul „Sighișoara medievală”

- Festivalul „Sighișoara medievală” (2003, Sighișoara)
- Festivalul SkirtBike (2010, București)
- International Student Week (1994, Timișoara)
- Simfonia Lalelelor (1978, Pitești)